# 光明村
光明村（こうみょうむら）は、静岡県の西部、豊田郡・磐田郡に属していた村である。
浜松市天竜区南東部、同区中心部の北側から二俣川上流にかけての地域にあたる。

## 地理
- 山：光明山
- 河川：二俣川

## 歴史
- 1889年（明治22年）4月1日 - 町村制の施行により、山東村、次郎八新田、大谷村、船明村、横川村、只来村が合併して豊田郡光明村が発足。
- 1896年（明治29年）4月1日 - 郡制の施行により所属郡が磐田郡に変更。
- 1956年（昭和31年）9月30日 - 二俣町・龍川村・上阿多古村・下阿多古村・熊村と合併し、改めて二俣町が発足。同日光明村廃止。

## 交通

### 道路
- 国道152号